# Nouadhibou Airport
Nouadhibou Airport är en flygplats i Mauretanien. Den ligger i den västra delen av landet, 300 km norr om huvudstaden Nouakchott. Nouadhibou Airport ligger 4 meter över havet.
Terrängen runt Nouadhibou Airport är mycket platt. Havet är nära Nouadhibou Airport åt sydost.  Närmaste större samhälle är Nouadhibou, 0,54 km väster om Nouadhibou Airport. 